# Cristo de la Concordia
A Cristo de la Concordia (A Béke Krisztusa) egy Jézust ábrázoló műalkotás a bolíviai Cochabamba településen.
A Cerro San Pedro nevű dombon, 265 méter magasan álló, 34,2 méter magas szobor a 6,24 méteres talapzattal együtt 40,44 méteres, és ezzel a 2010-ben a lengyelországi Świebodzin településen felállított Krisztus király-szobor után a világ második legmagasabb Krisztus-szobra és Dél-Amerika legnagyobb műemléke.
Az alkotást César és Wálter Terrazas Pardo építtette a hasonló, Rio de Janeiróban található Megváltó Krisztus alapján. A bolíviai szobor 1399 lépcsőn közelíthető meg. 1987. július 12-én kezdték el építeni és 1994. november 20-án fejezték be. Súlya eléri a 2200 tonnát.